# Otto-Adelheid-Pfennig
Der Otto-Adelheid-Pfennig (OAP) war eine deutsche Münzsorte mit den Namen Königs Otto III. und seiner Großmutter Adelheid von Burgund (Athalhet), die bald nach 983  als regionaler Pfennig des Harzraums geprägt wurde. Die Prägung erfolgte in mehr als einer Münzstätte im Raum zwischen Hildesheim und Quedlinburg und dauerte immobilisiert bis in die Mitte des 11. Jahrhunderts.

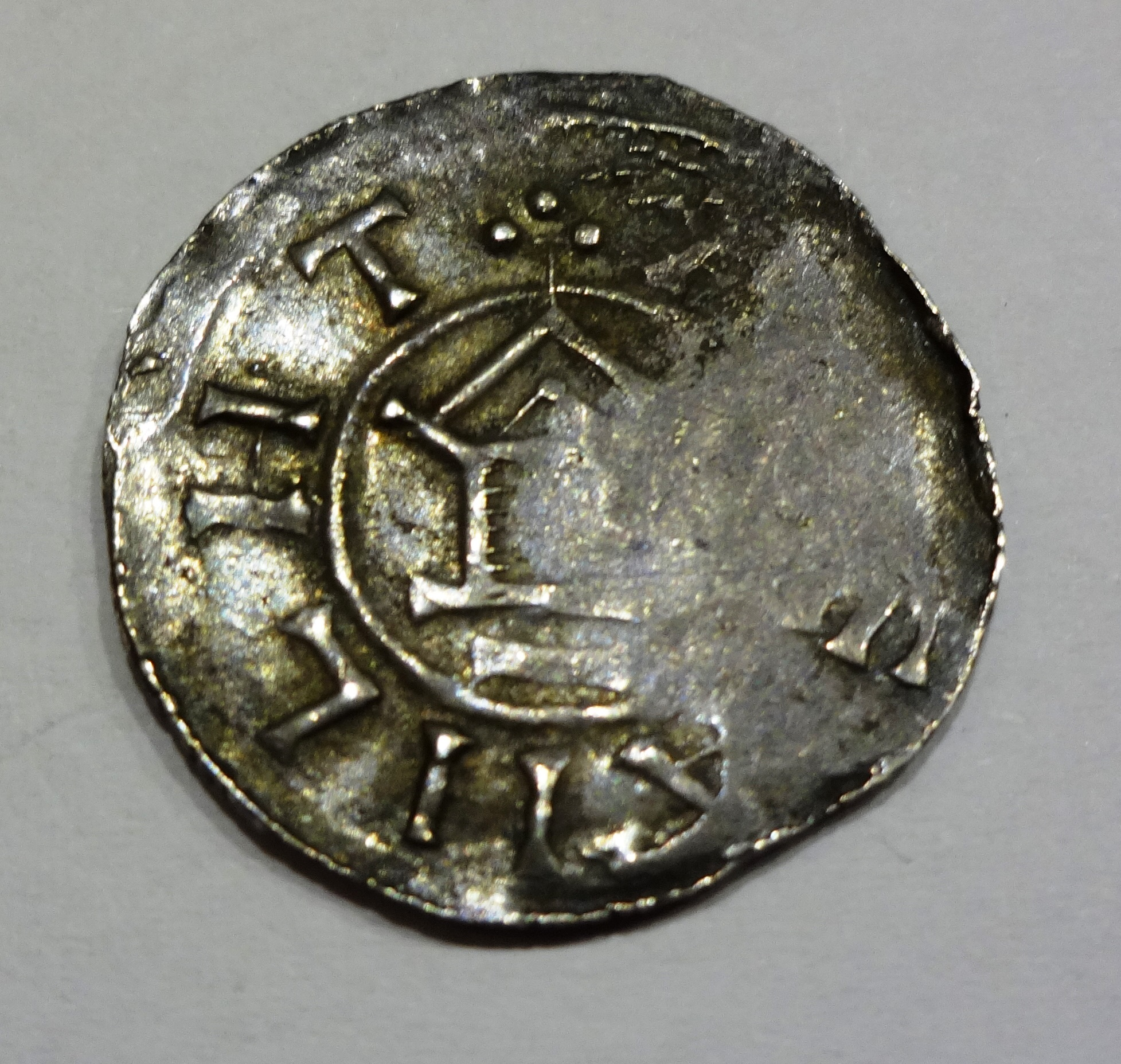
Otto Adelheid Pfennig, Revers, Münzstätte Goslar

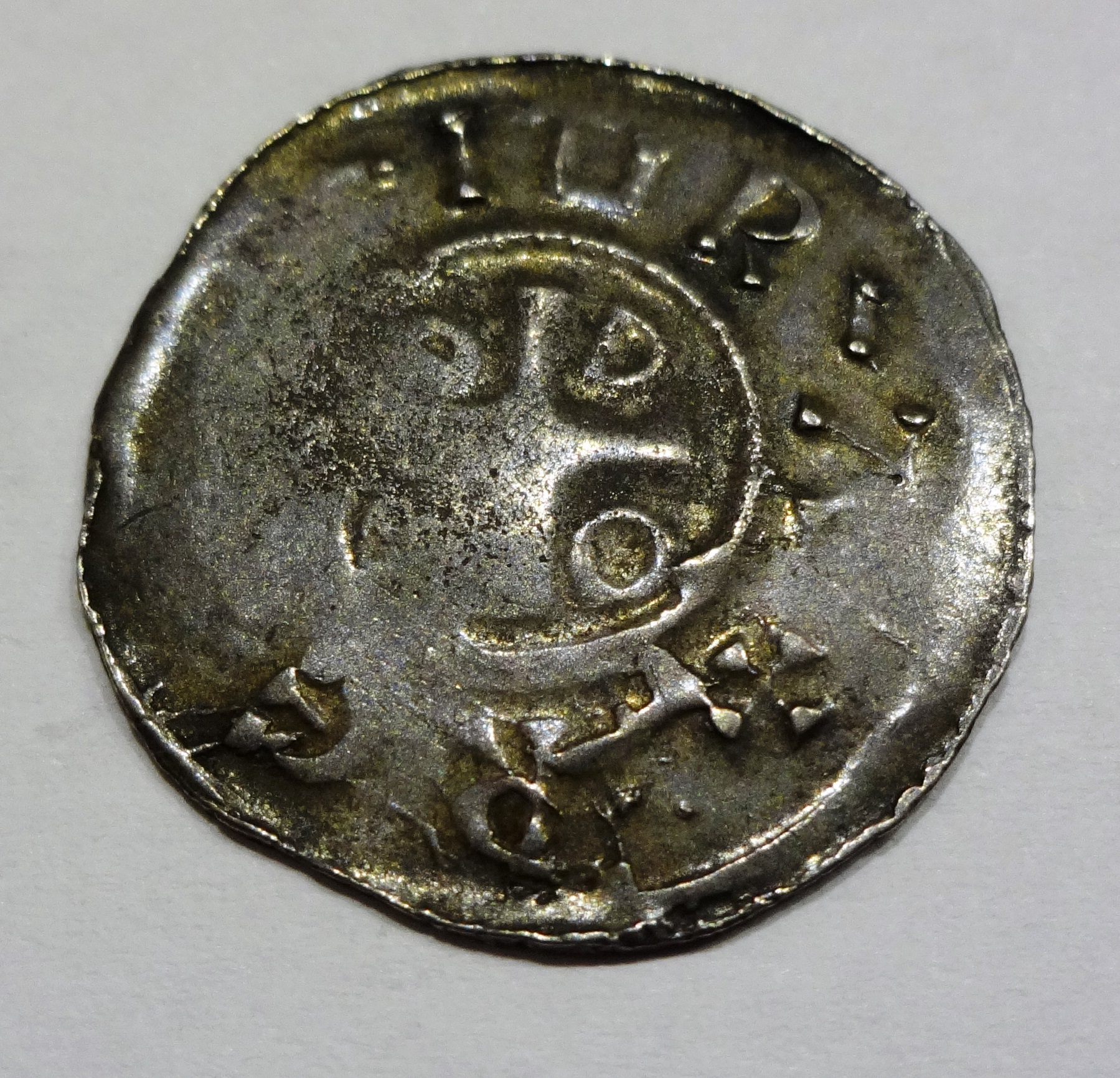
Otto Adelheid Pfennig, Avers, Münzstätte Goslar

## Beschreibung
Auf der einen Seite ist ein Kreuz eingeprägt, in dessen Winkeln die Buchstaben des Namens Otto hier in der Form O-D-D-O stehen, das von der Umschrift DI GRA REX (für „Dei Gratia Rex“) („Von Gottes Gnaden König“) eingerahmt wird. Die andere Seite zeigt eine stilisierte Holzkirche mit der Umschrift: ATEAHLHT oder ATHALHET. Die geprägten Silbermünzen hatten je nach Zeitpunkt der Prägung ein Gewicht von rund 1.5 bis 1,25 g und einen Durchmesser von rund 17–20 mm.